# الفرعون الأمريكي
الفرعون الأمريكي (ولد في 2 فبراير 2012) وهو حصان سباق أمريكي أصيل ربح لقب التاج الثلاثي الأمريكي وكأس المربين الكلاسيكي عام 2015؛ وهو الرابح الثاني عشر في التاريخ للتاج الثلاثي، وربح لقب البطولات الأربعة الكبرى (غراند سلام) لسباق الأحصنة الأصيلة لفوزه في السباقات الأربعة، وربح جائزة إكليبس لحصان العام عام 2015، ولقب بطل عام 2015 للأحصنة ذات الثلاث أعوام؛ يملكه ويربيه منذ بدايته في السباقات أحمد الزيات مالك اسطبلات زيات، ويدربه بوب بافيرت، وفارسه في معظم سباقاته فيكتور إسبينوزا، ويربى في مزرعة خيول في مزرعة أشفورد للخيول الأصيلة في كنتاكي.
بعد إنهاء حصان الفرعون الأمريكي السباق في المركز الخامس في ظهوره على حلبة السباق بعمر السنتين، ربح سباقيه التاليين وهما سباق الدرجة الأولى ديل مار فيتشورتي وسباق فرونت رنر ستيكس، وكل منهما بمسافات مختلفة؛ أدت إصابته إلى إبعاده عن كأس جوفينيل للمربين، لكن أهمية فوزيه السابقين أدت للتصويت له لينال لقب بطل الأحصنة الأمريكية لعمر السنتين في جوائز إيكليبس عام 2014. قبل بداية موسم عام 2015، باع زيات حقوق تربية المهر لمزرعة خيول أشفورد وهي فرع تابع لمزرعة خيول كولمور الأيرلندية، وأبقى على المهر ومسيرته في السباق تحت رعايته ولم يُفصح عن إيرادات استيلاد الخيول.
بدأ الفرعون الأمريكي جولات الربح لعام 2015 في سباق ريبيل ستيكس وديربي أركانسس واستمر ليفوز في ديربي كنتاكي 2015 وسباق بريكنيس ستيكس 2015، وربح التاج الثلاثي من بدايته حتى نهايته في سباق بيلمونت ستيكس 2015، ما جعله أصغر حصان أمريكي يربح التاج الثلاثي منذ عام 1978 والثاني عشر في تاريخها، وكان الوقت الذي استغرقه في السباق الثاني من حيث السرعة بين فائزي التاج الثلاثي، كان وقت إنهائه ربع الميل بزمن 24.32 أسرع من حصان سيكريتاريات. أُرسل بعدها إلى منتزه مونماوث وربح بسهولة سباق هاسكل إنفاتيشنال في 2 أغسطس مما دفع بافيرت للقول: « دائماً يفعلها، إنه حصان عظيم». بعد ثلاثة أسابيع حقق المركز الثاني بفارق ضئيل في سباق ترافرز ستيك شديد المنافسة في حلبة سباقات ساراتوجا في 29 أغسطس 2015، محققًا الفوز في ثمانية سباقات متتالية.

## المواصفات
- والده الحصان رئاد النيل
- جده: الحصان صانع الإمبراطورية
- الأم: الفرس الأميرة الصغيرة إيما
- جدته: الفرس يانكي جنتلمان
- الجنس: فحل
- الولادة: 2 فبراير 2012
- الدولة: الولايات المتحدة
- اللون: كستنائي
- المربي: أحمد زيات
- المالك: أحمد زيات
- المدرب: بوب بافيرت
- الرقم القياسي: 11: 9-1-0
- الإيرادات: 8650300 دولار أمريكي

## أهم ما ربحه
- سباق الدرجة الأولى ديل مار فيتشورتي (2014)
- سباق الدرجة الأولى فرونترنر ستيكس (2014)
- سباق الدرجة الثانية ريبل ستيكس (2015)
- ديربي أركنساس (2015)
- سباق الدرجة الأولى هاسكل انفيتيشنال (2015)
- سباق كأس المربين الكلاسيكي (2015)
- ديربي كنتاكي (2015)
- سباق الدرجة الأولى بريكنيس ستيكس (2015)
- سباق الدرجة الأولى بيلمونت ستيكس (2015)

## الجوائز
- بطل التاج الثلاثي الأمريكي الثاني عشر (2015)
- بطل الجولات الأربعة الكبرى الأول (2015)
- البطل الأمريكي للأحصنة بعمر عامين (2015)
- البطل الأمريكي للأحصنة بعمر ثلاثة أعوام (2015)
- حصان العام الأمريكي (2015)

## التكريمات
- ومنت أوف ذا يير للرابطة الوطنية لسباق الخيول الأصيلة (2015)
- جائزة سيكريتاريت فوكس بوبيولي (2015)
- أفضل حصان سباق في العالم من هيئة الاتحاد الدولي لسباقات الخيول (2015)
- طريق الفرعون الأمريكي في بلدتي فاييت ووودفورد في كنتاكي
- تمثال في منتزه أوكلاون
- سباق الفرعون الأمريكي في منتزه وحلبة سباق سانتا أنيتا